# قلعه‌نو (تربت حیدریه)
قلعه‌نو روستایی در دهستان پائین رخ بخش جلگه رخ شهرستان تربت حیدریه استان خراسان رضوی ایران است.

## جمعیت
بر پایه سرشماری عمومی نفوس و مسکن در سال ۱۳۹۵ جمعیت این روستا ۲۱۹ نفر (۵۵خانوار) بوده‌است.